# Camilo Pedro
Camilo Pedro (ur. 3 sierpnia 1932) – hongkoński strzelec, olimpijczyk. 
Brał udział w igrzyskach w 1976 r. (Montreal). Startował w konkurencji pistoletu dowolnego (50 m), w której zajął 46. miejsce. 
W 1970 roku, Pedro zajął siódme miejsce na Igrzyskach Azjatyckich 1970 w konkurencji pistoletu dowolnego (50 metrów); zdobył 514 punktów.
W 1978 roku na igrzyskach Wspólnoty Narodów, zajął 18. miejsce w konkurencji pistoletu dowolnego z 50 metrów (zdobył 502 punkty).

## Wyniki olimpijskie
| Igrzyska | Konkurencja            | Wynik                           | Miejsce | Źródło |
| -------- | ---------------------- | ------------------------------- | ------- | ------ |
| IO 1976  | Pistolet dowolny, 50 m | 490 punktów (80-81-85-86-78-80) | 46      | [ 3 ]  |